# Isabelle Candelier

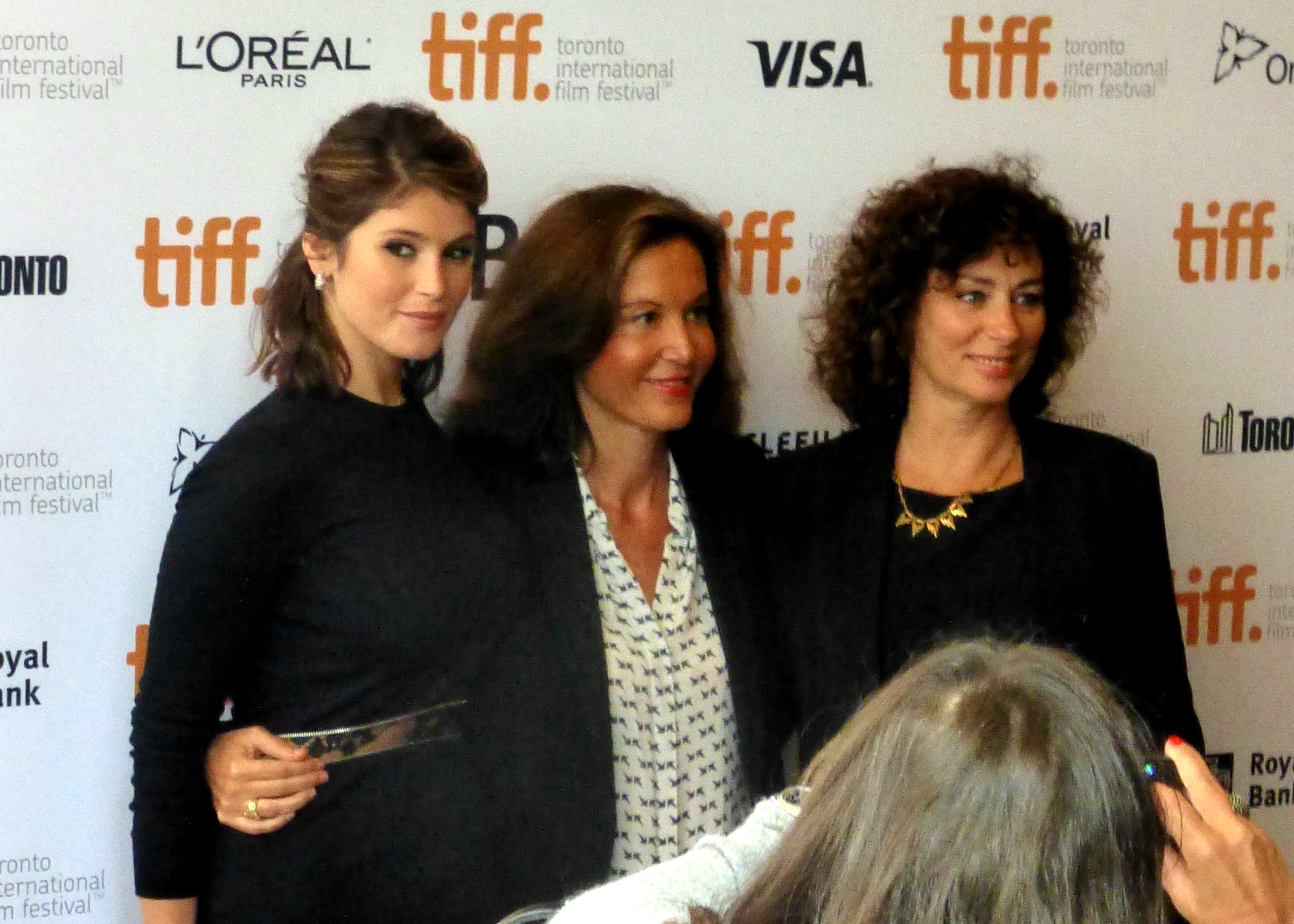
Gemma Arterton, Anne Fontaine und Isabelle Candelier (v. l. n. r.) 2014 bei der Premiere von Gemma Bovery auf dem Toronto Film Festival

Isabelle Marie Claude Candelier (* 12. Juni 1963 in Albi, Frankreich) ist eine französische Film- und Theaterschauspielerin.

## Leben und Wirken
Candelier besuchte das Conservatoire national in Montpellier, wo sie bei Michel Touraille lernte, und anschließend das Pariser Conservatoire national supérieur d’art dramatique. Sie begann zunächst beim Theater und spielte unter anderem in Stücken von Gotthold Ephraim Lessing (Minna von Barnhelm am Nouveau théâtre d’Angers, 1990) und Molière (Scapins Streiche am Théâtre des Amandiers, 1990).
Sie lernte Anfang der 1990er Jahre die Brüder Denis und Bruno Podalydès kennen. Nachdem sie bereits einige kleinere Rollen in Film und Fernsehen übernommen hatte, besetzte Bruno Podalydès sie 1991 in seinem Regiedebüt Eine Nacht in Versailles an der Seite seines Bruders. Der Mittellangfilm wurde ein Publikumserfolg und gewann 1993 den César als bester Kurzfilm. Weitere Filme unter der Regie von Bruno Podalydès wie Gott allein sieht mich (1998) sowie die Kriminalfilme Das Geheimnis des gelben Zimmers (2003) und Das Parfüm der Dame in Schwarz (2005), in denen sie die Hausmeisterin Madame Bernier spielte, folgten. Sie zählt in Filmen von Bruno Podalydès zur Stammbesetzung, übernahm jedoch auch Rollen in internationalen Filmen wie Ein gutes Jahr und Gemma Bovery – Ein Sommer mit Flaubert.
Candelier spielt regelmäßig Theater. Im Jahr 1997 wurde das Stück André le magnifique uraufgeführt, das sie gemeinsam mit Loïc Houdré, Patrick Ligardes, Denis Podalydès und Michel Vuillermoz geschrieben hat. Darin übernahm sie bis 1999 die Rolle der Janine Ader, für die sie 1998 als beste Nachwuchsdarstellerin mit einem Molière ausgezeichnet und für einen Molière als beste Nebendarstellerin nominiert wurde. Zudem gewann sie mit dem Ensemble den Molière als beste Autorin. Die Rolle der Janine übernahm sie schließlich auch in der Verfilmung des Stücks, die im Jahr 2000 in die französischen Kinos kam. Seit 2012 ist sie unter der Regie von Denis Podalydès zudem in Molières Der Bürger als Edelmann als Madame Jourdain zu sehen.

## Filmografie (Auswahl)
- 1989: Moitié-moitié
- 1992: Eine Nacht in Versailles (Versailles Rive Gauche)
- 1996: Julie Lescaut (Fernsehserie, Folge 5x05)
- 1998: Gott allein sieht mich (Dieu seul me voit (Versailles-Chantiers))
- 2000: André le magnifique
- 2000: Lise et André
- 2001: Mademoiselle
- 2001: Kinder haften für ihre Eltern (Mercredi, folle journée!)
- 2003: Pakt des Schweigens (Le pacte du silence)
- 2003: Das Geheimnis des gelben Zimmers (Le mystère de la chambre jaune)
- 2003: Effroyables jardins
- 2005: Das Parfüm der Dame in Schwarz (Le parfum de la dame en noir)
- 2006: Ein gutes Jahr (A Good Year)
- 2009: Auf der Parkbank (Bancs publics (Versailles rive droite))
- 2012: Agatha Christie: Mörderische Spiele (Les Petits Meurtres d’Agatha Christie, Fernsehserie, Folge 1x05)
- 2014: Gemma Bovery – Ein Sommer mit Flaubert (Gemma Bovery)
- 2015–2020: Call My Agent! (Dix pour cent, Fernsehserie, 15 Folgen)
- 2015: I Kissed a Girl (Toute première fois)
- 2016: Meine Zeit mit Cézanne (Cézanne et moi)
- 2017: Boule & Bill 2
- 2017: Bloody Milk (Petit paysan)
- 2018: Bécassine
- 2019: Notre Dame – Die Liebe ist eine Baustelle (Notre Dame)
- 2019: Engrenages (Fernsehserie, 5 Folgen)
- 2020: Les blagues de Toto
- 2020: Der doppelte Alfred (Les 2 Alfred)
- 2021: Christmas Flow (Fernsehserie, 3 Folgen)
- 2023: Wow! (Wahou!)
- 2023: Les blagues de Toto 2 – Classe verte
- 2023: Jagen auf Französisch (Chasse gardée)
- 2024: Anthracite (Miniserie, 4 Folgen)
- 2024: La petite vadrouille
- 2024: Franklin (Miniserie, 4 Folgen)
- 2024: Le fil

## Auszeichnungen
- 1998: Molière, Beste Nachwuchsdarstellerin, für André le magnifique
- 1998: Molière-Nominierung, Beste Nebendarstellerin, für André le magnifique
- 1998: Molière, Bester Autor, für André le magnifique